# Jarosław Fadiejew
Jarosław Fadiejew (ur. 2 lipca 1928 w Charkowie, zm. 9 kwietnia 2016) – powstaniec warszawski, wieloletni wicedyrektor Zjednoczenia Przemysłu Farmaceutycznego Polfa.
Jego matka pochodziła z polskiej rodziny zamieszkałej w Żytomierzu, zaś ojciec Mikołaj Fadiejew był Rosjaninem. Po śmierci ojca, prawdopodobnie związanej z represjami sowieckimi, matka z Jarosławem i jego siostrą wyemigrowała do Warszawy. W czasie II wojny światowej pracował w warsztacie produkującym drewniane koturny. Po wybuchu powstania warszawskiego przystąpił do Batalionu "Golski", gdzie był łącznikiem oraz został przydzielony do plutonu pełniącego zadania bojowe. Po kapitulacji powstania trafił do niewoli niemieckiej (do Stalagu X B Sandbostel). Po wyzwoleniu ze stalagu dołączył do Polskich Sił Zbrojnych i przedostał się przez Neapol do Glasgow. Po rozwiązaniu PSZ dostał się do Gdańska i w 1947 trafił z powrotem do Warszawy.
W okresie powojennym związany ze Zjednoczeniem Przemysłu Farmaceutycznego Polfa. Od 1 grudnia 1962 do 9 października 1968 pracował jako zastępca dyrektora ds. ekonomicznych, od 10 października 1968 do 15 stycznia 1973 jako zastępca dyrektora ds. obrotu towarowego, a od 15 stycznia 1973 jako zastępca dyrektora ds. produkcji i obrotu towarowego. Dodatkowo od 1 lipca 1975 był pierwszym zastępcą dyrektora "Zjednoczenia".